# آلبودیته
 آلبودیته (به اسپانیایی: Albudeite) یکی از شهرداری‌های کومارکای شرقی و در بخش خودمختار مورسیا در کشور اسپانیا قرار دارد. تا سال ۲۰۱۰ مساحت این شهرداری ۱۷ کیلومتر مربع و جمعیت آن  ۱۳۵۰ تَن می‌باشد.